# Didemnum megaductus
Didemnum megaductus är en sjöpungsart som beskrevs av Romanov 1974. Didemnum megaductus ingår i släktet Didemnum och familjen Didemnidae. Inga underarter finns listade i Catalogue of Life.